# Бритт Сюнневе Югансен
Бритт Сюнневе Югансен (норв. Britt Synnøve Johansen; нар. 23 червня 1970) — норвезька співачка та акторка. Учасниця Євробачення 1989 року.

## Біографія
Народилася в Гаугесунні, Ругаланн. Розпочала музичну кар'єру, співаючи в хорі протягом 7 років. Взяла участь у конкурсі талантів для нових співаків і потрапила у фінал. У 1989 році виграла Гран-прі Мелоді, виконавши пісню «Venners nærhet». Попри 17-е місце на Євробаченні, Йогансен не закінчила музичну кар'єру. Вона брала участь у кількох подібних шоу в театрі «Рогаленд». Також виступала в театральних шоу, як Schrooge — en julefortelling.
У 2001 році записала в Парижі версії пісень Едіт Піаф і з'явилася в багатьох шоу кабаре Піаф, що налічувало 15 000 глядачів. Між 2003 і 2004 роками вона виступала в ролі Епоніни у мюзиклі «Les Misérables» у місті Бемло в Гордаланді.
Одружилася з Яном Захлом, братом Гейра Захла з оркестру «Kaizers».
У 2010 році випустила альбом норвезького танго «Skyt meg med tre roser», продюсер Янове Оттесен з оркестру «Kaizers».

## Дискографія
- God morgen — 1990 рік
- Mot himmlen i Paris — Piaf på norsk- 2002 (вона співає пісні Едіт Піаф норвезькою мовою)
- Skyt meg med tre roser — 2010
- På reis, på reis — 2017